# Vielle-Soubiran
Vielle-Soubiran là một xã, thuộc tỉnh Landes trong vùng Nouvelle-Aquitaine. Xã này có diện tích 32,71 kilômét vuông, dân số năm 2006 là 234 người. Xã này nằm ở khu vực có độ cao trung bình 120 mét trên mực nước biển.

## Biến động dân số
| 1962                                         | 1968 | 1975 | 1982 | 1990 | 1999 | 2006 |
| -------------------------------------------- | ---- | ---- | ---- | ---- | ---- | ---- |
| 213                                          | 219  | 216  | 219  | 208  | 197  | 234  |
| Số liệu từ năm 1962, dân số không tính trùng |      |      |      |      |      |      |